# پناهگاه بارش اتمی

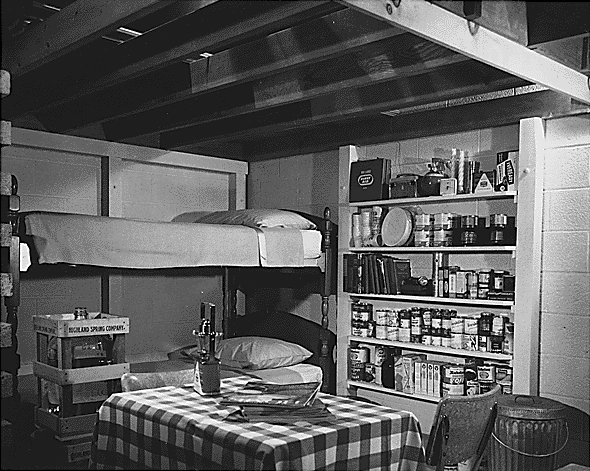
یک پناهگاه بارش اتمی ایده‌آل آمریکایی در حدود سال ۱۹۵۷

پناهگاه بارش اتمی (انگلیسی: Fallout shelter) یا پناهگاه ریزش اتمی یک فضای بسته است که به طور ویژه برای محافظت از ساکنان در برابر بقایای رادیواکتیو یا بارش اتمی ناشی از انفجار هسته‌ای طراحی شده است. بسیاری از این پناهگاه‌ها به عنوان اقدامات دفاع مدنی در طول جنگ سرد ساخته شدند.
در طول یک انفجار هسته‌ای، ماده‌ای که در گوی آتشین حاصل تبخیر می‌شود، در معرض نوترون‌های حاصل از انفجار قرار می‌گیرد، آنها را جذب می‌کند و واپاشی پرتوزا یا رادیواکتیو می‌شود. هنگامی که این ماده در باران متراکم می‌شود، گرد و غبار و مواد شنی سبکی را تشکیل می‌دهد که شبیه سنگ پا هستند. ریزش رادیواکتیو ذرات آلفا و بتا و همچنین پرتو گاما ساطع می‌کند.
بخش زیادی از این مواد بسیار رادیواکتیو به زمین می‌ریزد و هر چیزی را که در خط دید باشد در معرض تابش قرار می‌دهد و به یک خطر آلایش هسته‌ای قابل توجه تبدیل می‌شود. یک پناهگاه بارش اتمی به گونه‌ای طراحی شده است که به ساکنان آن اجازه می‌دهد تا زمانی که رادیواکتیویته به سطح ایمن‌تری کاهش یابد، طی چند هفته یا چند ماه، قرار گرفتن در معرض ریزش رادیواکتیو مضر را به حداقل برسانند.